# 1418
1418 (MCDXVIII) fue un año común comenzado en sábado del calendario juliano.

## Acontecimientos
- Las Cortes del Reino de Valencia crean la Diputación del General del Reino de Valencia.
- 22 de abril: finaliza el Concilio de Constanza.[1]

## Nacimientos
- Giovanni Giustiniani, capitán italiano.

## Fallecimientos
- 31 de enero: Mircea I de Valaquia, rey rumano (n. 1355).
- 22 de marzo: Nicolás Flamel, escribano público, librero juramentado, copista y burgués parisino (n. 1330). Un siglo después de su muerte comenzó la leyenda de que se había vuelto rico porque habría sido un alquimista, el más importante de Francia. Se le atribuyeron varios libros de alquimia, entre ellos El libro de Abraham, el judío (de 1612).
- 16 de abril: Teodoro II, aristócrata («marqués de Montferrato») italiano-piamontés (n. 1364).
- 1 de junio: Catalina de Lancáster (n. 1373), aristócrata inglesa, regente de la Corona de Castilla como esposa del rey Enrique III de Castilla.
- Juan Enríquez, obispo de Lugo y bisnieto del rey Alfonso XI de Castilla.